# 그리고리 페렐만
그리고리 야코블레비치 페렐만(러시아어: Григо́рий Я́ковлевич Перельма́н, 1966년 6월 13일~)은 러시아의 수학자이다. 리치 흐름(Ricci flow)의 전문가로, 리만 기하학과 기하학적 위상수학 분야를 연구하였다. 수학계의 중요한 난제들 중 하나인 푸앵카레 추측을 증명한 것으로 알려져 있다.

## 생애

### 유년기
페렐만은 1966년 6월 13일 소비에트 연방 레닌그라드에서 태어났고, 레닌그라드 239번 고등학교를 나왔다. 고등학교 시절, 1982년에 국제수학올림피아드에 소련 국가 대표로 출전해서 만점으로 금메달을 받은 경력이 있다. 이후 같은 해에 레닌그라드 대학교에 진학하여 학부에서 박사 학위를 받았다.

## 학력
- ~1982년: 레닌그라드 239번 고등학교 (졸업)
- ~1990년: 레닌그라드 대학교 (박사)

### 성년기
이후, 소비에트 연방 레닌그라드의 스테클로프 연구소에서 연구 활동을 시작한다. 그는 1980년대 후반에서 1990년대 초까지 미국의 여러 대학들을 방문하면서 연구하다가, 1995년 스탠퍼드 대학교와 프린스턴 대학교 등을 포함한 미국 유수 대학들의 교수 영입 요청을 거절하고, 자기가 처음 연구를 시작한 스테클로프 연구소로 돌아갔다. 1991년 상트페테르부르크 수학회에서 수여하는 상을 수상하였다.
페렐만은 1994년에 리만 다양체에 대한 영혼 추측을 증명하였고, 이 공로로 1996년 유럽 수학회에서 수여하는 상을 수상하였지만, 수상식에 참석을 거부하였다.
2002년 11월 페렐만은 arXiv에 3차원 다양체의 기하화 추측 및 푸앵카레 추측을 증명하는 일련의 논문을 발표하였다. 푸앵카레 추측은 1904년 프랑스의 수학자 앙리 푸앵카레에 의해서 제기된 추측이며, 기하화 추측으로 함의된다. 페렐만은 기하화 추측을 리처드 S. 해밀턴이 발표한 리치 흐름(영어: Ricci flow)을 사용해서 증명하였다고 한다. 리치 흐름은 3차원 리만 다양체를 더 대칭적으로 만드는 변환인데, 이 경우 유한한 시간 뒤에 다양체에 특이점이 발생하게 된다. 페렐만은 이러한 특이점의 성질과 구조를 분석하는 새로운 이론을 발표하였고, 이 기법을 사용해서 기하화 추측의 증명을 완성하였다.

### 영예와 은둔
2000년 클레이 수학연구소는 푸앵카레 추측을 7개의 밀레니엄 문제 중 하나로 채택하고, 상금 100만 달러를 걸었다. 페렐만의 논문 발표 이후, 2010년 3월 20일 클레이 수학연구소는 페렐만에게 푸앵카레 추측을 증명한 공로로 100만 달러를 수여하겠다고 발표하였으나, 페렐만은 이를 거부하였다. 2006년에 페렐만은 필즈상을 수상하였으나, 페렐만은 수상식에 참석을 거부하였다. 2011년에는 러시아 과학 아카데미 정회원 추대를 거부하였다. 제임스 칼슨 클레이 수학연구소장은 "페렐만이 적절한 시기에 참석 여부를 알려올 것"이라고 말했다.
현재 페렐만은 상트페테르부르크의 한 아파트에서 어머니와 동거하며, 어머니의 연금을 통해서 어려운 생활을 하고 있는 것으로 알려져 있다.

## 참고 문헌
1. 1 2  “러' 천재 수학자 페렐만, 명예도 거부”. 연합뉴스. 2011년 10월 3일. 2011년 10월 4일에 확인함.

- 그레이엄 P. 콜린스 작, "The Shapes of Space", 사이언티픽 아메리칸, 2004년 7월, pp. 94–103
  - 번역 콜린스, 그레이엄 P. (2004년 9월). 홍성복 번역. “공간의 형태”. 《사이언스 올제》: 36–55.

## 같이 보기
- 푸앵카레 추측